# Ruth Cernea
Ruth Fredman Cernea (geboren 1934 in Philadelphia, Pennsylvania; gestorben am 31. März 2009) war eine US-amerikanische Anthropologin. Ihre Forschungsschwerpunkte waren die Symbole und Rituale der jüdischen Kultur und die jüdischen Gemeinschaften in Süd- und Südostasien.
Ruth Cernea studierte an der Temple University. Nach ihrem Abschluss 1956 zog sie sich aus familiären Gründen für einige Zeit aus der Wissenschaft zurück. 1982 erlangte sie ihren Ph.D. in Anthropologie. Im selben Jahr veröffentlichte sie ihre Studie der sephardischen Gemeinschaft in Washington. Von 1982 bis 1996 leitete Cernea die wissenschaftliche Abteilung der Hillel Foundation, für die sie den Hillel Guide to Jewish Life on Campus herausgab.
1987 reiste Ruth Cernea nach Rangun in Myanmar. Dort traf sie auf eine kaum bekannte, kleine jüdische Gemeinde, der sie zwanzig Jahre intensiver Forschung widmete. Von 2001 bis 2002 war Cernea Präsidentin der Washington Association of Professional Anthropologists.
An der University of Chicago ist Ruth Cernea für die Great Latke Hamantash Debate bekannt, die auf ihre Initiative hin jährlich gehalten wird. Die humoristische Debatte beschäftigt sich mit der Frage, ob die Latkes des Pessachfestes oder die Hamantaschen des Purimfestes die bessere Süßspeise sind. Eine Auswahl der scherzhaften Vorträge im Lichte verschiedener wissenschaftlicher Disziplinen gab Cernea 2006 als Sammelband heraus.

## Schriften
- The Passover Seder. Afikoman in Exile. University of Pennsylvania Press, Philadelphia 1981.
- Cosmopolitans at Home. The Sephardic Jews of Washington DC, 1982.
- The Great Latke–Hamantash Debate. University of Chicago Press, Chicago/London 2006.
- Almost Englishmen. Baghdadi Jews in British Burma. Lexington Books, Lanham 2007.